# UR-100N

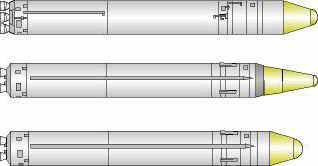

L'UR-100N (in cirillico: УР-100Н; nome in codice NATO: SS-19 Stiletto), anche noto come RS-18A, è un missile balistico intercontinentale pesante, di fabbricazione sovietica, sviluppato dal Beaureau Krunichev nel corso degli anni settanta ed entrato in servizio presso le Forze missilistiche strategiche sovietiche a partire dal 1975 in sostituzione dell'UR-100.
Progettato per trasportare da una (SS-19 Stiletto Mod.1) a sei testate nucleari a rientro indipendente (SS-19 Stiletto Mod.2) a distanze maggiori di 10.000 km dal sito di lancio, è stato costantemente aggiornato nel corso della sua vita operativa vedendo migliorate continuamente le caratteristiche di combattimento e l'estensione del servizio attivo. La versione più recente è denominata UR-100N UTTKh o, in alternativa, RS-18B (in cirillico: УР-100Н УТТЖ; nome in codice NATO: SS-19 Stiletto Mod.3).
A seguito della ratifica degli accordi START da parte dell'Unione Sovietica degli esemplari ancora in servizio è stato ridotto il carico utile ad un'unica testata.
A partire dagli anni ottanta, le prime versioni del missile sono stato gradatamente rimosse dal servizio in favore del più recente UTTKh e dell'RT-23, mentre, al 2020, rimangono in servizio attivo nei ranghi delle Forze missilistiche strategiche russe 10 esemplari di UR-100N UTTKh, dei quali: 6 in versione Mod.3 e 4 impiegati in funzione di vettore del motoaliante ipersonico Avangard (SS-19 Stiletto Mod.4), attivi dal 2019.

## Caratteristiche
L'SS-19 è un'arma simile all'SS-17, ma con maggiore diametro della struttura, quasi tre metri, e con un peso quasi doppio.
Lungo circa ventisette metri, con diametro di quasi tre, esso ha una struttura a due stadi, con propellente liquido conservabile per lunghi periodi, usati da quattro motori per il primo stadio e cinque per il secondo (in questo caso uno principale e quattro secondari).
Il sistema di controllo del volo di tale arma è analogo a quello dell'SS-18, con la capacità di eseguire una rapida riprogrammazione dei bersagli.
Dal 1987 cominciarono ad essere sostituiti dagli SS-24 Scalpel, ed entro il 1991 il numero degli SS-19 era calato a trecento, tutti UR-100NUTTKh, ovvero Mod. 3. A quel punto gli accordi Start-1 e Start-II hanno cominciato a far eliminare i missili di questo tipo.
Secondo le specifiche originali, la vita utile di quest'arma è di quindici anni, ma lavori di estensione della sua vita operativa l'hanno successivamente elevata a 25.

## Versioni
Le versioni, schierate dal 1975, sono tre:
- Mod. 1, 6 MIRV con 550 chilotoni di carica (la NATO stimava 1 megatoni), gittata di circa 9.000-10.000 chilometri, a seconda delle valutazioni. Le prove in volo avvennero tra il 1973 e il 1975, e subito arrivò lo schieramento, alla fine dello stesso anno, di ben sessanta armi. Una ridotta precisione del sistema di navigazione inerziale, rivelatasi nei test e dovuta a fenomeni di risonanza, causò successive modifiche al sistema.
- Mod. 2: singola testata da almeno cinque megaton, sessanta schierati fino al 1978, quando il massimo numero di SS-19 venne schierato giunse a centottanta.
- MOd. 3: con sistema di guida migliorato, il nuovo missile, UR-100NUTTKh, cominciò ad essere sviluppato nel 1976 ed entrò in linea nel 1979. Nel 1984, già tutti i missili Mod. 1 erano stati eliminati a vantaggio dei nuovi Mod. 3, con sei testate MIRV e 360 armi totali.

I dati del loro dispiegamento, secondo i dati pubblicati nei primi anni sono i seguenti:
- 1975: Mod.1 60
- 1977: Mod.1 100-Mod.2 20
- 1979: Mod.1 180-Mod.2 60
- 1981: Mod.1 180-Mod.2 40-Mod.3 80
- 1982: Mod.1 180-Mod.2 40-Mod.3 90
- 1983: Mod.1 180-Mod.2 40-Mod.3 110

## Utilizzatori

### Presenti
Russia
- Raketnye vojska strategičeskogo naznačenija - RVSN RF
  - 13ª Divisione Missilistica della Bandiera Rossa di Yasny, Orenburg Oblast

In servizio dal 1992. Al 2020, 10 esemplari in servizio attivo, di cui: 6 UTTKh (Mod.3) e 4 UTTKh (Mod.4) equipaggiati con il sistema d'arma ipersonico Avangard.

### Passati
Unione Sovietica
- Raketnye vojska strategičeskogo naznačenija - RVSN CCCP

In servizio dal 1975 al 1991, fino a 360 esemplari operativi contemporaneamente.
 Ucraina
- Forze armate dell'Ucraina

Le forze armate ucraine ereditarono un certo numero di missili dall'Unione Sovietica, rapidamente restituiti alla Russia.